# 篠原涼子
篠原涼子（日语：／ Shinohara Ryoko，1973年8月13日—），日本知名女演員、歌手，在群馬縣桐生市出生。前東京勁舞娃娃的成員。

## 簡歷
篠原16歲時進入藝能界，當時仍在壽司店兼職打工。1990年6月，透過試鏡加入女子偶像團體東京勁舞娃娃。1991年，在富士電視台綜藝節目「ダウンタウンのごっつええ感じ」中定期演出，接受各式各样的小故事挑战而獲得知名度。
1994年7月，演唱日本卡通動畫电影《街头霸王II》的主题歌〈愛戀 心痛 堅強〉（篠原涼子 with t. komuro）大卖200萬張。後來以歌手的身分發行數張唱片。同年9月，從東京勁舞娃娃退團。
2003年，擔任宮藤官九郎編寫的電視劇《我的魔法老婆》的女主角，劇中搞笑演技引起關注；隔一年，初次主演連續劇《與光同行》，此自閉症的題材獲得好評，篠原也獲得第41回日劇學院賞最佳女主角和第31回放送文化基金賞電視劇部門獎；2005年，主演的電視劇《anego》引起話題，除了早期的搞笑角色，此劇的成熟帥氣形象開始成為篠原的螢幕特色之一。
2007年，在《派遣女王》劇中扮演18般武藝樣樣精通不茍言笑的派遣職員獲得好評，平均收視率更突破20％，為日本電視台在同一時段（水10）繼《白色之戀2》後，睽違11年再度超越20％收視率；2004年以来，15部連續劇中主演了至少12部，成為日本的一線女演員，演技獲得好評，更七度獲得日劇學院賞最佳女主角和四度最佳女配角獎。

## 個人生活
- 家中除了父親之外還有一個哥哥和一個姐姐。母親在篠原兩歲時因為車禍過世。因為爸爸帶大，所以會做料理的爸爸也有教篠原做飯。

- 2005年12月8日，和演員市村正親結婚，市村比她大24歲。2007年11月，正式公布已懷孕4個月，翌年5月10日產下兒子。2010年8月，為了生病的爸爸，祕密補請婚宴，3日後篠原爸爸病逝[1]。2012年2月22日產下次子並暫停工作，半年後以東野圭吾推理劇場第10話「第二十年的約定」復出[2]。2021年7月24日離婚。

## 人物
- 天然呆，和螢幕的幹練形象不同，戲外常出現傻呼呼的話語。
- 塔摩利、木村拓哉稱她「篠涼（Shino Ryo）」。她也表示喜歡被叫暱稱。自從東京勁舞娃娃的時期，有許多歌迷以此稱呼篠原。
- 上《TUNNELS的託大家的福》節目時，隧道二人組成員木梨憲武向篠原提問「本業是？」，篠原回答「歌手」。
- 多次在日本民眾投票的「理想上司」榜和天海祐希名列前茅。

## 戲劇

### 電視劇
| 年分      | 劇名                                       | 角色                 | 電視臺           | 備註                   |
| --------- | ------------------------------------------ | -------------------- | ---------------- | ---------------------- |
| 1989      | 高速戰隊渦輪連者                           |                      | 朝日電視台       | 第33話。實質上的出道作 |
| 1991      | 世界奇妙物語秋之特別篇新聞爺爺             |                      | 富士電視台       |                        |
| 1991      | 電影般的戀愛ヘッドライト                   |                      | 東京電視台       |                        |
| 1992      | 大人不懂的事素晴らしき日曜日               |                      | 富士電視台       |                        |
| 1992      | 難得友情人                                 |                      | 富士電視台       |                        |
| 1992      | 放課後                                     |                      | 富士電視台       | 深夜劇                 |
| 1992-1993 | NIGHT HEAD                                 | 彩子                 | 富士電視台       |                        |
| 1994      | 三姉妹熱血ジャンケン宣言                   |                      | 日本電視台       |                        |
| 1994      | 青春無悔                                   | 沖野里見             | 富士電視台       |                        |
| 1995      | 燦爛的季節                                 | 星野明美             | 富士電視台       |                        |
| 1995      | 彼女と見たい恐い話「真夜中のクラス会」     |                      | 福岡放送         |                        |
| 1995      | 婦產科物語2                                | 尚子                 | 關西電視台       |                        |
| 1996      | 天使之愛                                   | 藤木麻子             | 富士電視台       |                        |
| 1996      | 浪花金融道                                 | 三宅律子             | 富士電視台       |                        |
| 1997      | 龍馬來了                                   | お冴                 | TBS電視台        |                        |
| 1997      | 大搜查線                                   | 佐佐木典子           | 富士電視台       | 第2話                  |
| 1997      | 木曜怪談                                   | ハルカ               | 富士電視台       | 第6話                  |
| 1997      | 醜小鴨                                     | 星野梅子             | 富士電視台       | 春假SP                 |
| 1997      | 快遞高手                                   | 秋山千明             | 富士電視台       |                        |
| 1997      | 心理醫生涼子                               | 花岡キヨノ           | 日本電視台       | 第2話                  |
| 1998      | 海灘男孩                                   | 原田泉               | 富士電視台       | SP                     |
| 1998      | 閃亮的人生                                 | 杉冴子               | 富士電視台       |                        |
| 1998      | 青澀時代                                   | 牧野薫               | TBS電視台        |                        |
| 1998      | 大搜查線                                   | 佐佐木典子           | 富士電視台       | SP                     |
| 1998      | 你以為你是誰！                             | 園田祐子             | TBS電視台        |                        |
| 1999      | 元祿繚亂                                   | 定子                 | NHK電視台        | 大河劇                 |
| 1999      | 危險關係                                   | 若林ちひろ           | 富士電視台       |                        |
| 1999      | 戀之手裡劍                                 | 愛香                 | NHK電視台        | 主演                   |
| 2000      | G-Saviour                                  | Cynthia Graves       | 朝日電視台、美國 | 配音                   |
| 2000      | 奇跡の大逆転！「史上最悪の客」             | 貴美子               | TBS電視台        |                        |
| 2000      | 不平凡的勇氣                               | 女演員               | 富士電視台       |                        |
| 2000      | 真夏のクリスマス（真夏的聖誕節）           | 有希子               | TBS電視台        |                        |
| 2001      | 北條時宗                                   | 時賴的側室，時輔之母 | NHK電視台        | 大河劇                 |
| 2001      | 正義代書戰士                               | 宮城京子             | 富士電視台       |                        |
| 2001      | 女婿大人                                   | 新井さつき           | 富士電視台       |                        |
| 2001      | 海灘美少年                                 | 吉村凪子             | 朝日電視台       |                        |
| 2001      | 時空警察                                   | 霧山マキエ           | 日本電視台       |                        |
| 2002      | 初體驗                                     | 榎本由加里           | 富士電視台       |                        |
| 2002      | 戀愛偏差値第一章「燃燒殆盡」               | 橘美穂               | 富士電視台       |                        |
| 2002      | TEAM                                       | 村瀬美那子           | 富士電視台       | SP，第3話              |
| 2002      | HR                                         | 淡島涼子             | 富士電視台       |                        |
| 2003      | 女婿大人2003                               | 石原西絵             | 日本電視台       |                        |
| 2003      | 我的魔法老婆                               | 町田留美子           | 富士電視台       |                        |
| 2003      | 俺は鰯−IWASHI−                             | 欅沙耶               | WOWOW            |                        |
| 2003      | 熱血校園                                   | 金井志穂             | TBS電視台        |                        |
| 2004      | 老公當家                                   | 山村美紀             | 關西電視台       |                        |
| 2004      | 老公當家                                   | 山村美紀             | 關西電視台       | SP                     |
| 2004      | 與光同行                                   | 東幸子               | 日本電視台       | 主演                   |
| 2004      | 天切り松 闇がたり                          | 志乃                 | 富士電視台       |                        |
| 2004      | 世界奇妙物語秋之特別篇「不幸せをあなたに」 | 美紗                 | 富士電視台       | 主演                   |
| 2004      | 大婆婆小倆口                               | 杉浦瞳               | 關西電視台       |                        |
| 2005      | 浪花金融道                                 | 三宅律子             | 富士電視台       | SP                     |
| 2005      | 溺水的人                                   | 水澤麻里             | 日本電視台       | 主演                   |
| 2005      | 熟女真命苦                                 | 野田奈央子           | 日本電視台       | 主演                   |
| 2005      | anego                                      | 野田奈央子           | 日本電視台       | SP，主演               |
| 2006      | Unfair                                     | 雪平夏見             | 關西電視台       | 主演                   |
| 2006      | Unfair：暗號解讀                           | 雪平夏見             | 關西電視台       | SP，主演               |
| 2006      | 她們的選擇                                 | 高瀬祐季             | 日本電視台       | 主演                   |
| 2006      | 新娘犯太歲                                 | 竹富明子             | TBS電視台        | 主演                   |
| 2007      | 派遣女王                                   | 大前春子             | 日本電視台       | 主演                   |
| 2009      | 工作狂媽媽                                 | 権俵よし子           | 日本電視台       | 主演                   |
| 2010      | 月之戀人                                   | 二宮真絵美           | 富士電視台       |                        |
| 2010      | 黃金豬～會計檢察廳·特別調查課～            | 堤芯子               | 日本電視台       | 主演                   |
| 2012      | 東野圭吾推理劇場第10話「第二十年的約定」   | 村上亜沙子           | 富士電視台       | 主演                   |
| 2013      | 最後的灰姑娘                               | 遠山櫻               | 富士電視台       | 主演                   |
| 2015      | 成熟女子                                   | 中原亞紀             | 富士電視台       | 主演                   |
| 2017      | 民眾之敵～在這世上，不是很奇怪嗎！？～     | 佐藤智子             | 富士電視台       | 主演                   |
| 2020      | 派遣女王2                                  | 大前春子             | 日本電視台       | 主演                   |
| 2020      | 晨間劇 小女侍                              | 岡田靜               | NHK              |                        |
| 2022      | 金魚妻                                     | 平賀櫻               | Netflix          | 主演                   |
| 2022      | silent                                     | 佐倉律子             | 富士電視台       |                        |
| 2023      | Hyena                                      | 結希凜子             | 東京電視台       | 主演                   |
| 2024      | YIPS 易普症                                | 黒羽ミコ             | 富士電視台       | 主演                   |
| 2025      | DOCTOR PRICE                               | 天童真保             | 日本電視台       |                        |

### 電影
| 年分 | 片名                     | 角色                      | 備註 |
| ---- | ------------------------ | ------------------------- | ---- |
| 1998 | 6月19日的新娘            | 花田佳代子                |      |
| 1998 | ベル・エポック           | 星野ひとみ                |      |
| 2001 | 冷靜與熱情之間           | 芽実                      |      |
| 2001 | RED SHADOW 赤影          | おりん                    |      |
| 2002 | Jam Filmsけん玉          | 今日子                    |      |
| 2002 | 突入！淺間山莊事件       | 小雀真理子                |      |
| 2002 | 太陽依然昇起             | 柏木夏佳                  |      |
| 2002 | 幸福の鐘                 | 池田千鶴子                |      |
| 2004 | 下妻物語                 | 桃子的母親                |      |
| 2005 | 姑獲鳥之夏               | 関口雪絵                  |      |
| 2006 | 有頂天酒店               | 應召女郎洋子              |      |
| 2006 | 花田少年史幽靈與秘密隧道 | 花田壽枝                  |      |
| 2007 | Unfair                   | 雪平夏見                  | 主演 |
| 2007 | 魍魎之匣                 | 關口雪繪                  |      |
| 2011 | Unfair The Answer        | 雪平夏見                  | 主演 |
| 2011 | 鬼壓床了沒               | ヨーコ                    |      |
| 2015 | Unfair The End           | 雪平夏見                  | 主演 |
| 2018 | 陽光姊妹淘               | 阿部奈美                  | 主演 |
| 2019 | 今天也要用便當出擊       | 持丸香織                  | 主演 |
| 2022 | 《Wedding High》婚顧女王 | 中越真帆（なかごし まほ） |      |

### 舞臺劇
- 2001年9月-11月：「哈姆雷特」導演蜷川幸雄 飾演 Ophelia
- 2005年9月-11月：「天保十二年のシェイクスピア」導演蜷川幸雄 飾演 お光、おさち
  - 東京公演9/9-10/22　シアターコクーン
  - 大阪公演10/28-11/6　シアターBRAVA!

### 配音
- 1995年：湯姆貓與傑里鼠：大電影 飾演 羅賓
- 2000年：G-Saviour
- 2012年：ONE PIECE FILM Z 飾演 艾茵
- 2013年：末日之戰

## 音樂

### 單曲
- 恋はシャンソン  (1991年1月21日)
- スコール  (1992年7月22日)
- Sincerely  (1994年2月2日)
- 愛戀 心痛 堅強 (1994年7月21日)  與小室哲哉合唱
- もっと もっと…  (1995年2月8日)  與小室哲哉合唱
- Lady Generation  (1995年8月2日)
- ダメ!  (1995年11月22日)
- 平凡なハッピーじゃ物足りない  (1996年5月21日)
- しあわせはそばにある  (1996年8月21日)
- パーティーをぬけだそう!  (1997年11月25日)  與忌野清志郎合唱
- Goodbye Baby  (1997年7月1日)
- BLOW UP  (1998年4月22日)
- a place in the sun  (1998年10月1日)
- リズムとルール  (2000年3月8日)
- someday somewhere  (2001年8月22日)
- Time of GOLD  (2003年5月21日)  與椎名純平合唱

### 專輯
- Ryoko from Tokyo Performance Doll (1993/1/15)
- Lady Generation ～淑女の時代～ (1995/8/21)
- Sweets‐Best of Ryoko Shinohara‐(1997/11/1)

## 出版物

### 書籍
- 1995年8月　ソニーマガジンズ「ピンぼけ」

### 寫真集
- 篠原涼子ピンぼけ（ソニー・マガジンズ、1995年）
- RYOKO 1996 'et'e（ワニブックス、1996年）

### 影像
- 95年10月「LADY GENERATlON VIDEO」
- 96年1月「LADY GENERATlON LIVE」
- 98年5月「Piece of Sweets」
- 99年3月「ephemere」（ポニーキャニオン）

## 獎項
- 2003年第37回日劇學院賞最佳女配角獎（《我的魔法師》）
- 2004年第41回日劇學院賞最佳女主角獎（《與光同行》）
- 2004年第31回放送文化基金獎（日语：放送文化基金賞）電視節目部門演出者獎（《與光同行》）
- 2005年第43回日劇學院賞最佳女配角獎（《大婆婆小倆口（日语：マザー&ラヴァー）》）
- 2005年第45回日劇學院賞最佳女主角獎（《anego（日语：anego）》）
- 2006年第48回日劇學院賞最佳女主角獎（《Unfair》）
- 2007年第52回日劇學院賞最佳女主角獎（《派遣女王》）
- 2007年第44回銀河賞（《Unfair》、《派遣女王》）
- 2013年第77回日劇學院賞最佳女主角獎（《最後的灰姑娘》）
- 2018年第43回報知電影獎最佳女主角獎（《人魚沉睡的家（日语：人魚の眠る家）》、《陽光姊妹淘》）

## 外部連結
- 篠原涼子在互联网电影资料库（IMDb）上的資料（英文）